# Не подходите к подвалу
«Не подходите к подвалу» (англ. Stay Out of the Basement) — вторая книга американского писателя Роберта Стайна, написанная для детской серии книг под общим названием «Ужастики» (англ. Goosebumps). Впервые книга была опубликована в июле 1992 года. В России впервые была издана издательством Росмэн в 1999 году (в оригинальной серии это книга была издана второй по счёту, но в России она была издана как третья).
Это одна из нескольких повестей в серии «Ужастики», в которой повествование ведётся от третьего лица (в большинстве книг серии рассказчиком истории выступает сам же главный герой). Книга рассказывает о сестре с братом, Маргарет и Кейси, которые начинают подозревать своего отца в том, что он проводит запрещённые эксперименты в подвале их дома, в результате которых их отец начинает превращаться в растение.

## Сюжет
Маргарет и её брат Кейси Брюэр играют во дворе своего дома во фрисби, они замечают своего отца и зовут его поиграть, но он отказывается, ссылаясь на неотложные дела в подвале. Детям запрещено туда спускаться, так как отец проводит там опасные эксперименты.
Через некоторое время миссис Брюэр вынуждена улететь в другой город, чтобы навестить свою сестру. Когда мистер Брюэр везёт жену в аэропорт, дети решают спуститься в подвал, чтобы посмотреть, что за эксперименты проводит их отец. В подвале они находят очень много растений, которые ведут себя как живые. В один момент одно из растений обхватывает Кейси за талию и притягивает к себе, Маргарет помогает брату высвободиться и они убегают. В тот же день Маргарет замечает как её отец ест подкормку для растений. На следующий день дети, играя во фрисби, случайно сбивают кепку с головы отца, и видят, что вместо волос у него на голове растут листья. Мистер Брюэр старается успокоить детей, объясняя им, что это лишь побочный эффект его экспериментов и скоро всё опять придёт в норму. Позже Маргарет замечает, что у отца вместо крови — зелёная жидкость, а вся кровать засыпана землёй, в которой ползают черви и жуки. На следующее утро к их отцу приходит его бывший начальник мистер Мартинес и они спускаются в подвал.
На следующий день, когда мистер Брюэр уходит из дома, дети решают спуститься в подвал, где находят костюм мистера Мартинеса, и понимают, что он не покидал их дом после своего вчерашнего визита. Утром следующего дня мистер Брюэр уезжает в аэропорт, чтобы встретить миссис Брюэр, а дети снова спускаются в подвал, чтобы взять там воздушного змея. Дети слышат шум в кладовке, и обнаруживают там своего связанного отца, с кляпом во рту. Они развязывают его, и отец рассказывает детям, что тот, кто поехал в аэропорт является растением — гибридным клоном, созданным в ходе его экспериментов. Когда клон возвращается, он пытается заставить детей поверить в то, что это он их настоящий отец. Маргарет хватает нож и делает небольшой порез на руке человека, который был связан, и понимает, что он её настоящий отец, когда из раны начинает течь красная кровь. Настоящий доктор Брюэр разрубает своего клона пополам, обнажая ярко-зелёную кровь и внутреннюю часть, похожую на стебель. Дети снова слышат шум в кладовке. Внутри они находят мистера Мартинеса с кляпом во рту и отпускают его.
Неделю спустя доктор Брюэр сжигает все растения из подвала во дворе, а некоторые высаживает в саду. Однажды одно из растений трогает Маргарет своими листьями и говорит ей, что это он её настоящий отец.

## Обложка
Обложку для первого издания книги нарисовал художник-иллюстратор Джим Тизен, это была его первая и единственная работа над серией «Ужастики». В 2015 году сайт Bloody Disgusting поставил обложку Тизена на восьмое место в своём списке десяти самых страшных обложек «Ужастиков».
Для переиздания повести в 2003 году, художником обложки выступил Тим Джейкобус, работавший практически над всеми обложками «Ужастиков». К следующему перевыпуску всей серии, в 2011 году обложку для книги рисовал уже художник Брендон Дорман, который работал над всей серией во время перезапуска.

## Телеадаптация
В 1995 году начал выходить канадско-американский телесериал-антология ужасов «Мурашки», каждая серия которого являлась экранизацией отдельной книги Роберта Стайна из серии «Ужастики». Экранизация книги «Не подходите к подвалу» вышла в двух сериях, одиннадцатой и двенадцатой первого сезона. Премьера обоих эпизодов состоялась в один день, 27 января 1996 года. Главных героев Маргарет и Кейси сыграли Беки Лантос и Блейк Макграт соответственно.

## Издания на русском
Впервые повесть была издана в России издательством «Росмэн» в 1999 году в переводе Л. Калабуховой под названием «Нечто из подвала». Книга вышла третьей по счёту в серии под общим названием «Ужастики», хотя в оригинале это была вторая повесть в серии. Обложка книги соответствовала оригинальному первому изданию с иллюстрацией Джима Тизена. В данном переводе имя брата главной героини было транслитерировано как Касей, а имя её подруги — как Дайана.
Второй раз книга была издана в России уже издательством «АСТ» в 2019 году с новым переводом от Анатолия Уманского. Это был перезапуск серии «Ужастики», издательство «АСТ» начало выпускать книги в том порядке, в котором они выходили изначально на английском. В новом переводе название было изменено на более точный перевод «Не подходите к подвалу», книга вышла второй по счёту в серии. В оформлении использовалась иллюстрация художника Брендона Дормана.

## Критика
Лаборатория Фантастики

 Amazon

 Goodreads

 LibraryThing
В основном книга получила положительные отзывы и зарекомендовала себя как «пример хорошего романа „Ужастиков“» и даже может считаться «настоящей классикой». Рецензент сайта screenrant.com отмечает, что «Не подходите к подвалу» является первой научно-фантастической книгой в серии, а монстра из этой книги «отца-растение» он ставит на второе место в списке самых страшных монстров в книжной серии «Ужастики». Журнал Teen Vogue в своём списке «20 книг Р. Л. Стайна, которые нужно прочитать снова» поставил «Не подходите к подвалу» на четвёртое место, охарактеризовав свой выбор словами «благодаря этой книге мы все начали задаваться вопросом, что же происходит в наших подвалах».

## Список основных изданий

### На языке оригинала
- R.L. Stine. Stay Out Of The Basement. — Scholastic Corporation, 1992. — 122 p. — ISBN 0439568455. — ISBN 9780439568456.
- R.L. Stine. Stay Out of the Basement. — Scholastic Corporation, 2003. — 144 p. — ISBN 0439568455.
- R. L. Stine. Stay Out of the Basement. — Scholastic Corporation, 2011. — 122 p. — ISBN 0545298385. — ISBN 9780545298384.

В переиздании 2003 года текст подвергся редактуре: помимо лексической замены различных слов или словесных оборотов из текста также были удалены или изменены упоминания о различных вещах, которые были характерны только для начала 1990-х, но уже не популярны в начале 2000-х (например, были удалены отсылки к игровой консоли Nintendo или упоминание, что Маргарет «слушала аудио-кассету», было заменено на просто «слушала музыку»).

### На русском языке
- Р. Л. Стайн. Нечто из подвала. — РОСМЭН, 1999. — 112 с. — (Р.Л. Стайн. Ужастики). — ISBN 5-257-00582-4. — ISBN 5-8451-0616-8.
- Р. Л. Стайн. Не подходите к подвалу. — АСТ, 2019. — 128 с. — (Ужастики Р. Л. Стайна). — ISBN 978-5-17-112653-7.

### Аудиокнига
- R.L. Stine. Stay Out of the Basement / Elizabeth Morton — Spotify — Scholastic Inc., December 2015. — 2 hours, 40 minutes.